# 11号密苏里州州道
11号密苏里州州道（英語：Missouri Route 11）是密蘇里州北部的一条东北—西南走向的州级公路，其东北端是巴林，连接15号密苏里州州道，西南端在不倫瑞克西部，连接24号美国国道。